# آلیسا ادواردز
آلیسا ادواردز (به انگلیسی: Alyssa Edwards) (زاده ۱۶ ژانویهٔ ۱۹۸۰) زن‌پوش، کمدین، رقصنده آمریکایی است.